# Potts' Seedling (manzana)
Potts' Seedling es una variedad de manzana cultivar de manzano (Malus domestica). 
Un híbrido de manzana diploide que se originó como una plántula casual de semilla criada en Ashton-under-Lyne en Lancashire, Inglaterra a mediados del siglo XIX. Progenitores desconocidos. Carne de color blanca, con textura de grano fino y suave, sabor seco y dulce, con  acidez bastante alta.

## Sinonimia
- "Dean’s Codlin",
- "Holland Pippin",
- "Nott’s Seedling",
- "Potts Seedling",
- "Pratt’s Pudding".[5]

## Historia
'Potts' Seedling' es una variedad de manzana, que se originó como una plántula casual de semilla criada en "Ashton-under-Lyne" en Lancashire, Inglaterra a mediados del siglo XIX. Progenitores desconocidos.
'Potts' Seedling' está cultivada en diversos bancos de germoplasma de cultivos vivos tales como en National Fruit Collection (Colección Nacional de Fruta) de Reino Unido con el número de accesión: '1957-223 y nombre de accesión: "Potts' Seedling".

## Progenie
'Potts' Seedling' tiene en su progenie como Parental-Madre, a la nueva variedad de manzana:
- 'Melrose'

## Características
'Potts' Seedling' es un árbol de un vigor moderadamente vigoroso, de extensión erguida, portador de espuela de fructificación. Tiene un tiempo de floración que comienza a partir del 6 de mayo con el 10% de floración, para el 12 de mayo tiene una floración completa (80%), y para el 18 de mayo tiene un 90% caída de pétalos.
'Potts' Seedling' tiene una talla de fruto grande; forma oblonga o redondeada cónica, con altura promedio de 76.00mm y anchura promedio de 82.00mm; con nervaduras medias, y corona débil; epidermis fina, lisa y brillante, con color de fondo es amarillo verdoso, con un sobre color lavado rojo brillante que cubre la mayor parte de la superficie, las franjas rojas más oscuras están escasamente esparcidas por la cara, con rubor rojo y rayas en el rostro expuesto al sol, marcado con puntos de color claro, importancia del sobre color medio-alto, y patrón del sobre color rayado / jaspeado / sólido a ras, ruginoso-"russeting" (pardeamiento áspero superficial que presentan algunas variedades) bajo; cáliz es mediano a grande y cerrado, asentado en una cuenca poco profunda y estrecha, ligeramente estriada y rodeada por una corona ligeramente abombada; pedúnculo es corto y de calibre robusto, colocado en una cavidad profunda e irregular; carne de color blanca, con textura de grano fino y suave, sabor seco y dulce, con  acidez bastante alta que evita que la manzana cortada se dore y añade una agradable acidez a tartas y salsas. Se magullan con facilidad.
Su tiempo de recogida de cosecha a principios de septiembre. Se mantiene bien hasta dos meses en cámara frigorífica.

## Usos
'Potts' Seedling' es una variedad de manzana buena para cocinar. Se usa mejor para salsa, pero también se usa ampliamente para jugo.

## Ploidismo
Diploide, auto estéril. Grupo de polinización: D Día de polinización: 13.

## Susceptibilidades
Presenta una ligera susceptibilidad al mildiu.